# Amblyeleotris steinitzi
Amblyeleotris steinitzi is een straalvinnige vissensoort uit de familie van grondels (Gobiidae). De wetenschappelijke naam van de soort is voor het eerst geldig gepubliceerd in 1974 door Klausewitz.